# Bad Dream
Bad Dream, známá také jako Zlý sen Františka Koudelky, je počítačová hra pro počítače Sinclair ZX Spectrum a kompatibilní (například Didaktik). Jedná se o hru českého původu, autorem je Tomáš Vilím, který ji napsal pod přezdívkou Universum. Hudbu ve hře složil Petersoft. Vydavatelem hry byla společnost Proxima - Software v. o. s., hra byla vydána v roce 1991 jako součást stejnojmenného souboru her.

## Děj hry
Hráč ovládá postavu Františka Koudelky, který se nachází na tvarované plošině vznášející se nad oceánem. Po plošině jsou různě rozmístěné bedny a Františkovým úkolem je tyto bedny přemístit na správné místo. Během přemisťování beden nesmí udělat ani krok mimo plošinu, protože jinak by spadl do oceánu.
Hráč plošinu vidí ze šikmého pohledu seshora, přičemž si ji může otočit, takže ji může vidět ze všech stran. Také je k dispozici mapa plošiny. Hráč si může uložit jednu aktuální pozici z průběhu hry, aby se v případě, že udělá chybu, nemusel vracet na začátek řešení problému. Pokud je ale chyba v uložené pozici, hráč musí začít znovu. Hra má 50 úrovní.